# 標準畫質電視
標準解析度電視、標準清晰度電視（standard-definition television），又稱標準畫質電視、標清電視、SDTV，是指解析度達到720x576像素的標準，但還不足以稱為高解析度（High Definition）的電視系統。這個定義通常適用在數位電視中，特別是指與傳統類比系統有著相同（或近似）解析度的播送訊號。而使用相約規格的錄影媒介則包括DVD碟片和VHS錄影帶。
能夠播送SDTV的標準包括DVB、DTMB、ATSC和ISDB。後兩項原本是為了高解析電視（HDTV）而開發，但更常被用在透過多路复用（multiplexing）傳送多重SD影像和聲音串流。
根據美國國家電視系統委員會（NTSC）的規範，SDTV能以720x480像素（pixels）的16:9寬高比（40:33矩形像素），720x480像素的4:3寬高比（11:10矩形像素）及640x480像素的4:3縱橫比（正方形像素）播送。畫面帧率（frame rate）可以為每秒24、30或60格畫面。
以4:3長寬比放送的數位SDTV和一般的類比電視（NTSC、PAL、SECAM）效果相同，但能夠降低鬼影（ghosting）、雪花影像和雜訊的發生。然而，若是接收端的狀況不佳，有可能出現方塊效應（blockiness）或畫面延遲（stuttering）的現象。

## 各地規格
對於香港數碼地面電視廣播以及早期欧美、日本和韩国等国家和地区而言，標準解析度電視的解析度為720x576i像素（pixels），畫面寬高比為16:9，注意像素並不呈正方形。
对于中国大陆而言，标准清晰度电视的解析度为720x576i像素，画面宽高比大多为4:3，近年来正逐步向16:9过渡，但同澳门、台湾一样，16:9只是画面形式上的过渡，真正传输的比例格式还是4:3，故在标清数字机顶盒上则是挤压传送。截至目前，所有中央级和省级标清卫星电视频道已全部实现16:9宽高比传输。